# Marstrand
Marstrand je grad u općini Kungälv u švedskoj županiji Västra Götaland. 

## Zemljopis
Grad se nalazi u zapadnom dijelu južne Švedske, smjestio se na dva otoka Marstrandsön i Koön.

## Stanovništvo
Prema podacima o broju stanovnika iz 2005. godine u gradu živi 1.432 stanovnika.

## Vanjske poveznice
- Službene stranice grada

### Ostali projekti
|  | Zajednički poslužitelj ima još gradiva o temi Marstrand |